# Federația de Fotbal a Gambiei
Federația de Fotbal a Gambiei este forul ce guvernează fotbalul în Gambia. Se ocupă de organizarea echipei naționale și a campionatului.